# Felipe Miñambres
Felipe Miñambres Fernández (León, 29 aprile 1965) è un allenatore di calcio, ex calciatore e dirigente sportivo spagnolo, di ruolo centrocampista.
Attualmente è il direttore sportivo del Levante.

## Statistiche

### Cronologia presenze e reti in nazionale
| Cronologia completa delle presenze e delle reti in nazionale ― Spagna | Cronologia completa delle presenze e delle reti in nazionale ― Spagna | Cronologia completa delle presenze e delle reti in nazionale ― Spagna | Cronologia completa delle presenze e delle reti in nazionale ― Spagna | Cronologia completa delle presenze e delle reti in nazionale ― Spagna | Cronologia completa delle presenze e delle reti in nazionale ― Spagna | Cronologia completa delle presenze e delle reti in nazionale ― Spagna | Cronologia completa delle presenze e delle reti in nazionale ― Spagna |
| Data                                                                  | Città                                                                 | In casa                                                               | Risultato                                                             | Ospiti                                                                | Competizione                                                          | Reti                                                                  | Note                                                                  |
| --------------------------------------------------------------------- | --------------------------------------------------------------------- | --------------------------------------------------------------------- | --------------------------------------------------------------------- | --------------------------------------------------------------------- | --------------------------------------------------------------------- | --------------------------------------------------------------------- | --------------------------------------------------------------------- |
| 13-12-1989                                                            | Santa Cruz de Tenerife                                                | Spagna                                                                | 2 – 1                                                                 | Svizzera                                                              | Amichevole                                                            | 1                                                                     | 49’                                                                   |
| 19-1-1994                                                             | Vigo                                                                  | Spagna                                                                | 2 – 2                                                                 | Portogallo                                                            | Amichevole                                                            | -                                                                     |                                                                       |
| 9-2-1994                                                              | Santa Cruz de Tenerife                                                | Spagna                                                                | 1 – 1                                                                 | Polonia                                                               | Amichevole                                                            | -                                                                     |                                                                       |
| 2-6-1994                                                              | Tampere                                                               | Finlandia                                                             | 1 – 2                                                                 | Spagna                                                                | Amichevole                                                            | 1                                                                     |                                                                       |
| 17-6-1994                                                             | Dallas                                                                | Spagna                                                                | 2 – 2                                                                 | Corea del Sud                                                         | Mondiali 1994 - 1º turno                                              | -                                                                     | 63’                                                                   |
| 27-6-1994                                                             | Foxborough                                                            | Bolivia                                                               | 1 – 3                                                                 | Spagna                                                                | Mondiali 1994 - 1º turno                                              | -                                                                     | 46’                                                                   |
| Totale                                                                |                                                                       | Presenze                                                              | 6                                                                     |                                                                       | Reti                                                                  | 2                                                                     |                                                                       |